# Thierry Martenon
 (août 2020).
La mise en forme du texte ne suit pas les recommandations de Wikipédia : il faut le « wikifier ».
Les points d'amélioration suivants sont les cas les plus fréquents. Le détail des points à revoir est peut-être précisé sur la page de discussion.
- Les titres sont pré-formatés par le logiciel. Ils ne sont ni en capitales, ni en gras.
- Le texte ne doit pas être écrit en capitales (les noms de famille non plus), ni en gras, ni en italique, ni en « petit »…
- Le gras n'est utilisé que pour surligner le titre de l'article dans l'introduction, une seule fois.
- L'italique est rarement utilisé : mots en langue étrangère, titres d'œuvres, noms de bateaux, etc.
- Les citations ne sont pas en italique mais en corps de texte normal. Elles sont entourées par des guillemets français : « et ».
- Les listes à puces sont à éviter, des paragraphes rédigés étant largement préférés. Les tableaux sont à réserver à la présentation de données structurées (résultats, etc.).
- Les appels de note de bas de page (petits chiffres en exposant, introduits par l'outil «  Source ») sont à placer entre la fin de phrase et le point final[comme ça].
- Les liens internes (vers d'autres articles de Wikipédia) sont à choisir avec parcimonie. Créez des liens vers des articles approfondissant le sujet. Les termes génériques sans rapport avec le sujet sont à éviter, ainsi que les répétitions de liens vers un même terme.
- Les liens externes sont à placer uniquement dans une section « Liens externes », à la fin de l'article. Ces liens sont à choisir avec parcimonie suivant les règles définies. Si un lien sert de source à l'article, son insertion dans le texte est à faire par les notes de bas de page.
- La présentation des références doit suivre les conventions bibliographiques. Il est recommandé d'utiliser les modèles {{Ouvrage}}, {{Chapitre}}, {{Article}}, {{Lien web}} et/ou {{Bibliographie}}. Le mode d'édition visuel peut mettre en forme automatiquement les références.
- Insérer une infobox (cadre d'informations à droite) n'est pas obligatoire pour parachever la mise en page.

Pour une aide détaillée, merci de consulter Aide:Wikification.
Si vous pensez que ces points ont été résolus, vous pouvez retirer ce bandeau et améliorer la mise en forme d'un autre article.
Thierry Martenon, né le 23 janvier 1967 à Grenoble, est un sculpteur français.
Il réside depuis toujours dans son village natal de montagne, dans la vallée des Entremonts en Chartreuse.

## Biographie

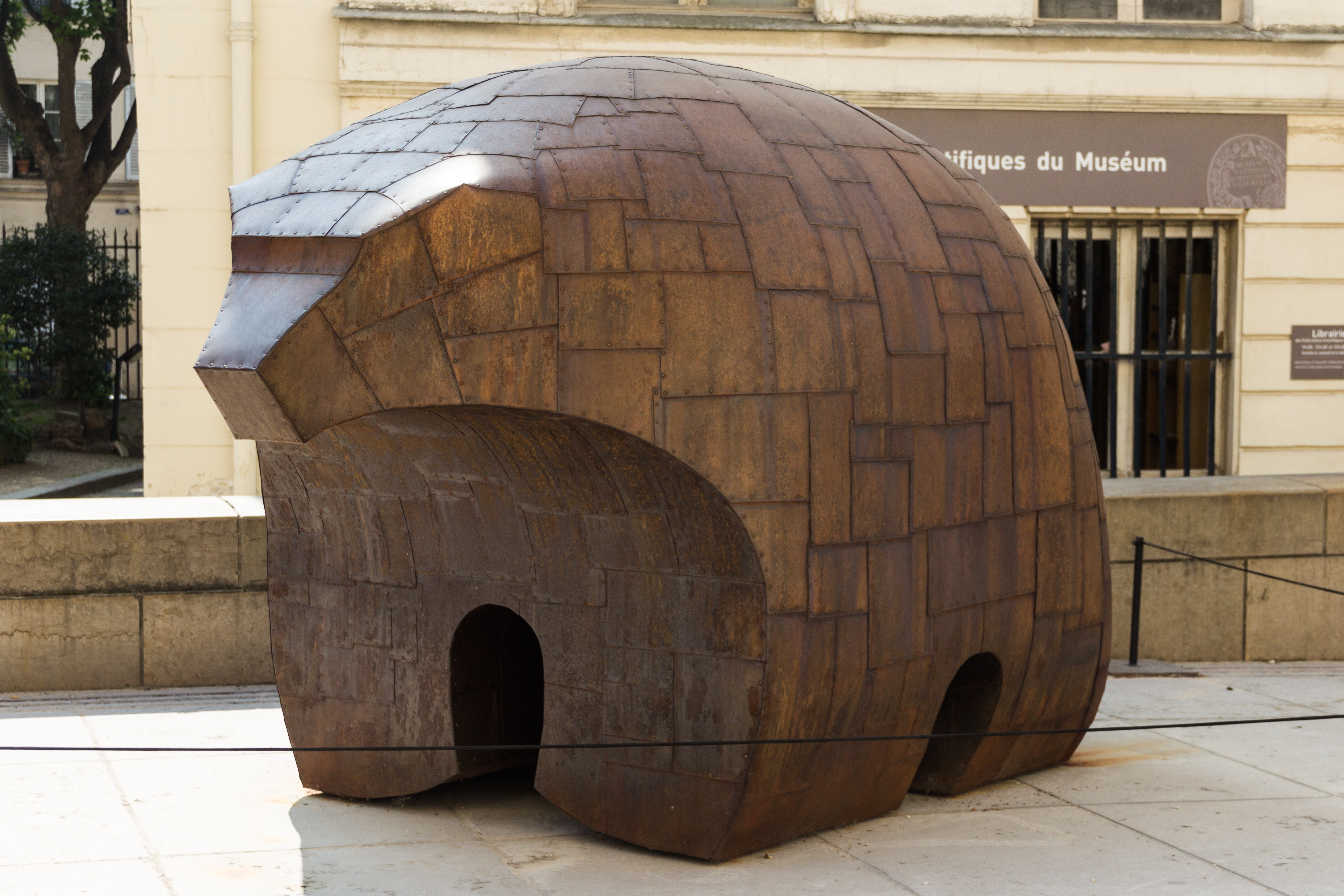
Thierry Martenon. L'ours (2011)

Thierry Martenon est un sculpteur autodidacte. Il se passionne dès son plus jeune âge pour le bois.
En 2003, il participe à une résidence d’artiste à Philadelphie et commence à être reconnu en tant qu’artiste. En 2013 et en 2015, il est retenu pour participer à « Révélations » : biennale internationale des métiers d’art et de la création (Grand Palais – Paris).
Il réalise plusieurs projets d’envergure :
- L'Ours, une sculpture monumentale, pour le Musée de l’Ours des cavernes d’Entremont-le-Vieux (Savoie). Cette sculpture est exposée au Muséum national d’histoire naturelle de Paris en 2016-2017[2].
- Un bas-relief de 32 m2 pour le palace parisien, hôtel de Crillon (2016[3]).

Il présente deux collections par an, composées d’une vingtaine de créations. Certaines sont réalisées en bronze.
Ses œuvres sont exposées dans le monde entier.

## Création artistique
Thierry Martenon pratique la technique de la taille directe. Très attaché à son environnement, il utilise des essences des montagnes environnantes : épicéa, frêne, érable, noyer.
Sa démarche artistique est basée sur la recherche esthétique de la forme et de la matière. Ses esquisses et ses sculptures sont abstraites et résolument contemporaines. Elles se caractérisent par des lignes tendues, des formes simples et épurées. Ses œuvres, texturées, ont la particularité « d’accrocher » la lumière. Les professionnels soulignent sa recherche créative,,.
Passionné de montagne, il puise son inspiration essentiellement dans la nature. Les phrases célèbres « Less is more » de l’architecte allemand Ludwig Mies van der Rohe (un des fondateurs du Bauhaus), et « la semplicità è l’estrema perfezione » de Léonard de Vinci sont un fil conducteur. Il publie un ouvrage en octobre 2016 dans lequel il évoque son admiration pour les œuvres de David Nash, Constantin Brancusi, ou encore Andy Goldsworthy.

## Expositions
- 2000-2001 : Artisa, Grenoble
- 2000-2001 : Nimagine, Nîmes
- 2000-2001 : JYC Galerie, Paris
- 2000-2001 : Tara Galerie, Uzès
- 2000-2001 : Musée des Pays de l’Ain, Lochieu
- 2002 : Le bois tourné et détourné, Galerie Ateliers d’art de France, Paris
- 2002 : Du cœur à l’écorce, exposition itinérante, AFTAB
- 2002 : Biennale des Métiers d'Art, Lyon
- 2002 : Galerie Art & Créations, Lyon
- 2002 : Galerie Ebene macassar, Paris
- 2002 : Galerie Equinoxe, Yvoire
- 2002 : Maison & Objet, Paris
- 2003 : Univers de créateurs, Galerie Ateliers d'Art de France, Paris
- 2003 : allTURNative: Form & Spirit, The Center for Art in wood, Philadelphie
- 2003 : JYC Galerie, Paris
- 2003 : Galerie Art & Créations, Lyon
- 2003 : Galerie du Larith, Chambéry
- 2003 : Résidence International Turning Exchange, The Center for Art in wood, Philadelphie
- 2003 : Intervenant, Journées Mondial du tournage d’art, Puy-Saint-Martin
- 2003 : Maison & Objet, Paris
- 2004 : Turned and sculptured wood, Del Mano Gallery, Los Angeles
- 2004 : Sofa, Del Mano Gallery, Chicago et New York
- 2004 : Participation rencontre de Emma Lake, Saskatoon
- 2004 : Intervenant, Atelier Helga Becker, Stuttgart
- 2004 : Maison & Objet, Paris
- 2005 : Connection Plus, The Center for Art in wood, Philadelphie
- 2005 : Connection : International Turning Exchange, exposition itinérante internationale, The Center for Art in wood Philadelphie
- 2005 : Sofa, Del Mano Gallery, Chicago
- 2005 : Collectors of wood art, Del Mano Gallery, Philadelphie
- 2005 : Collect, Sarah Myerscough Gallery, Londres
- 2005 : Intervenant, International Woodturning Seminar, Leicester
- 2005 : Maison & Objet, Paris
- 2006 : Carrefour des arts, Lalouvesc
- 2006 : Turned and sculptured wood,  Del Mano Gallery, Los Angeles
- 2006 : Connection, Fort Wayne Museum of Art
- 2006 : Sofa, Del Mano Gallery, Chicago
- 2006 : Galerie Collection, Paris
- 2006 : Maison & Objet, Paris
- 2007 : Expo personnelle Del Mano Gallery, Los Angeles
- 2007 : Expo personnelle Galerie Courant d’Art, Revel
- 2007 : "Coming of Age: Emerging and Established Wood Artists", The Center for Art in wood, Philadelphie
- 2007 : "Man Made: In the Natural World", Wexler Gallery, Los Angeles
- 2007 : Sofa, Del Mano Gallery, Chicago
- 2007 : "Shy Boy, She Devil, and Isis, The art of Conceptual Craft", selections from the Wornick Collection. Museum of Fine Arts, Boston
- 2007 : Maison & Objet, Paris
- 2008 : “Voyage au coeur des choses…”, Galerie de Grancy, Lausanne[14].
- 2008 : “French invasion”, Rakova Brecker Gallery, Miami
- 2008 : Maison & Objet, Paris
- 2009 : New Work, Rakova Brecker Gallery, Miami
- 2009 : Hors Série, Galerie Éphémère, Espace Commines, Paris
- 2009 : Maison & Objet, Paris
- 2010 : Expo personnelle Galerie Talbot, Paris
- 2010 : Equip’Hotel, Paris
- 2010 : Lille Art Fair - Courant d’Art Galerie, Lille
- 2010 : Maison & Objet, Paris
- 2011 : St'art, Galerie Brûlée, Strasbourg
- 2011 : Lille Art Fair, Solo Show, Galerie Courant d’Art, Lille
- 2011 : "Conversation with wood: selection from the Waterbury Collection", Minneapolis Institute of Arts, Minneapolis
- 2011 : Maison & Objet, Paris
- 2012 : Maison & Objet, Paris
- 2012 : Expo personnelle Galerie Théo de Seine, Paris
- 2013 : Empreintes, Ateliers d’art de France, La Celle-Saint-Cloud
- 2013 : Révélations, Ateliers d’art de France, Grand Palais, Paris
- 2013 : Maison & Objet, Paris
- 2014 : Art Paris Art Fair, Grand Palais, Paris, Galerie Acabas
- 2014 : Maison & Objet, Paris
- 2015 : Révélations, Grand Palais, Paris
- 2015 : Collect, Londres, Galerie Collection
- 2015 : Maison & Objet, Paris
- 2016 : L’Ours[15] – exposition temporaire - Museum National d'Histoire Naturelle, Paris
- 2016 : Art’Bres[16], Galerie Jardin en Art, Paris
- 2016 : Galerie Bogéna, Saint-Paul-de-Vence
- 2016 : Maison & Objet, Paris
- 2017 : Tresor Contemporary Craft, Bâle, Suisse
- 2017 : L’Ours[15] – exposition temporaire - Museum National d'Histoire Naturelle, Paris
- 2017 : "Jardin, jardin", Les Tuileries, Paris
- 2017 : Maison & Objet, Paris
- 2018 : Musée des Beaux-Arts de Boston, États-Unis, décembre 2018 – mai 2019
- 2018 : Maison et Objet, Paris

### Expositions permanentes et collections privées
- The Center for Art in wood, Philadelphia, États-Unis
- Horn Collection, États-Unis
- Wornick Collection, États-Unis[17]
- Waterbury Collection, États-Unis
- Yale University Art Gallery, États-Unis
- The Minneapolis Institute of Art, États-Unis
- Musée des Pays de l’Ain, France
- Atelier d'Arts de France, Paris

### Acquisitions muséales et institutionnelles
- Centre hospitalier Métropole Savoie, Chambéry, 2018[18].
- « L’Ours » - Musée de l'Ours des cavernes – Entremont-le-Vieux, 2013
- Musée départemental du Bugey-Valromey, 2001